# Egino
Egino eller Egin, död  19 oktober 1072 i Lund, var biskop i Dalby och i Lund.
Egino lydde under ärkebiskopen av Hamburg-Bremen och kom till Skåne omkring år 1060 i och med att han blev inbjuden av den danske kungen Sven Estridsson. Denne ville knyta kyrkan i Danmark närmare den tyska kyrkan.
I Lund fanns redan en anglosaxisk missionsbiskop, Henrik. Därför kom Egino att från början vistas på Dalby kungsgård, varifrån han bedrev mission med Hamburg-Bremisk inriktning. Han innehade inte något egentligt stift, även om begreppet Dalby stift ibland förekommer.
Egino, som vigts till biskop i Bremen, verkade ivrigt för att omvända hedningarna i Blekinge och på Bornholm. Han räknas sedan dess som Blekinges apostel.
Tillsammans med biskop Vilhelm i Roskilde motsatte han sig Sven Estridssons giftermål med Gunhild Anundsdotter.
När Henrik avled 1066 förflyttades Egino till Lund och blev ordinarie biskop där trots att han motsatt sig Sven Estridssons giftermål. Kort före sin död företog Egino en resa till Rom.